# Abel Renard
Abel Julio Adolfo Renard Bureau (Buenos Aires, 26 de noviembre de 1875 - Ibidem, 6 de septiembre de 1949) fue un militar argentino que perteneció a la Armada Argentina, donde alcanzó la jerarquía de Almirante. Entre 1928 y 1929 ejerció la jefatura del Estado Mayor General de la Armada Argentina. Fue Ministro de Marina designado por el presidente de facto José Félix Uriburu entre el 6 de septiembre de 1930 y el 16 de abril de 1931.
Ingresó a la marina a los quince años en 1894. Estuvo destinado a la fragata ARA Presidente Sarmiento y en la Comisión Hidrográfica de Bahía Blanca. Como teniente de navío fue segundo comandante de los ARA 25 de Mayo y ARA Independencia. Fue Comandante del ARA Rivadavia y ARA Moreno. 
Fue uno de los conspiradores para el golpe de Estado de 1930 contra Hipólito Yrigoyen, aunque sus fuerzas no participaron activamente, aunque sin embargo, fue detenido por las fuerzas leales a Yrigoyen. Ascendió al rango de Almirante en 1937. Fue posteriormente a ser ministro, presidente de la Comisión Organizadora de la Marina Mercante, y cerró su carrera militar como presidente del Consejo Supremo de Guerra y Marina en 1939 pasando ese mismo año a retiro efectivo. 
Durante la Revolución del 43 formó, junto con otros comandantes, un grupo de derecha abiertamente simpatizante del régimen nazi dentro de las fuerzas armadas.

## Trayectoria
En sus 45 años de servicio obró como comandante de los buques Azopardo, Espora, 25 de Mayo, Moreno y Rivadavia, además de haber sido el máximo responsable del XIV viaje de instrucción de la fragata Presidente Sarmiento y veedor en los EEUU de la fabricación de embarcaciones de guerra encargadas por la Argentina. Asimismo fue parte de la Comisión Hidrográfica de Bahía Blanca y de la Comisión Hidrográfica del Litoral, siendo designado posteriormente como jefe de la División Hidrográfica, Faros y Balizas. 